# Hypnum homomallum
Hypnum homomallum là một loài Rêu trong họ Hypnaceae. Loài này được (Hampe) Müll. Hal. mô tả khoa học đầu tiên năm 1851.